# Делендик, Анатолий Андреевич
Анатолий Андреевич Делендик (4 марта 1934, Кулаки, БССР — 29 ноября 2019, Минск, Беларусь) — советский и белорусский писатель, прозаик, драматург и сценарист. Автор драм «Вызов богам», «Грешная любовь», «Мастер»; комедий «Амазонка», «Аукцион», «Бегемот». Редактор киностудии «Беларусьфильм» (1968—1980). Заслуженный деятель искусств Республики Беларусь (2014).
Член Союза писателей СССР (с 1965 года).

## Биография
Родился 4 марта 1934 года в деревне Кулаки, ныне Солигорского района Минской области в Беларуси, в семье служащего. С началом Великой Отечественной войны, отец был призван в Красную армию, а Анатолий вместе с матерью переехали в деревню к деду в Слуцкий район. Немцы на глазах мальчика расстреляли родного дядю и чудом не тронули ребёнка, посчитав, что он слишком мал, чтобы мстить. Примкнул к партизанскому отряду Василия Ивановича Козлова. Выполнял все поручения командиров. Участник Великой Отечественной войны. Разведчик партизанского отряда, позже адъютант генерала Козлова.
После войны, завершил обучение в школе. В 1957 году успешно защитил дипломную работу на лечебном факультете Минского медицинского института. Стал трудиться врачом в Республиканской психоневрологической больнице в городе Минске. Работал здесь с 1957 по 1968 годы. Заочно прошёл обучение в Горьковском литературном институте в городе Москве. Около 20 лет работал в редколлегии сценария-студии «Беларусьфильм». С 1965 года являлся членом Союза писателей СССР.
В 1963 году издаёт первую свою авторскую книгу — сборник комиксов «Гибель Титаника». Является автором драм «Вызов богам», «Грешная любовь», «Последняя клубника в августе», «Мастер», комедии «Амазонка», «Операция Полигамия», «Аукцион», «Бегемот». Его перу принадлежит ряд одноактных пьес: «Быть спокойным», «Девушка из камвольной». Работал и является автором сценариев для фильмов «Познай себя», «Голубой карбункул» и художественных фильмов «Завтра будет поздно...», «Неудобный человек», «Волки в зоне». В 1981 году он опубликовал сборник комедий «Операция Полигамия», в 1985 году — «Играет».
Совместно с режиссёром Юрием Елховым работал над созданием фильма «Анастасия Слуцкая», который удостоился 17 призов на международных кинофестивалях, в том числе в США и Китае.
За заслуги был награждён медалью Франциска Скорины.
Проживал в городе Минске. Умер 29 ноября 2019 года.